# 第36次長期滞在
第36次長期滞在(だい36じちょうきたいざい、Expedition 36)は、国際宇宙ステーションでの36回目の長期滞在である。

## 乗組員
- 船長 - パーヴェル・ヴィノグラードフ(RSA,3)
- フライトエンジニア1 - アレクサンダー・ミシュルキン(RSA,1)
- フライトエンジニア2 - クリストファー・キャシディ(NASA,2)
- フライトエンジニア3 - カレン・L・ニーベリ(NASA,2)
- フライトエンジニア4 - フョードル・ユールチキン(RSA,3)
- フライトエンジニア5 - ルカ・パルミターノ(ESA,1)

出典:NASA

## ミッション
2013年6月16日、初の女性宇宙飛行士ワレンチナ・テレシコワがボストーク6号で宇宙を訪れた50周年の日、ニーベリと神舟10号のミッションで天宮1号に滞在していた王亜平の女性2人が宇宙に滞在していた。
2013年7月16日の船外活動EVA-23中に、ルカ・パルミターノは自身のヘルメットの中に水が漏れていることを報告した。フライトコントローラーはすぐに船外活動の中止を決定し、パルミターノは来た道をエアロックのクエストまで戻り、ともに船外活動を行っていたクリストファー・キャシディもそれに続いてエアロックに戻った。エアロックは宇宙遊泳開始後の1時間32分後に再加圧を初め、このときまでパルミターノはスーツの中の水によって見る、聞く、話すといったことが困難になっていた。再加圧が終了後、船長のパーヴェル・ヴィノグラードフとクルーのフョードル・ユールチキンはパルミターノのヘルメットをすばやく外し、タオルで水を拭った。事故にもかかわらずパルミターノは怪我はなく、上機嫌だと報告した。